# Kate Bornstein
Kate Bornstein   (Neptune City, 15 de març de 1948) és una escriptora estatunidenca. Viu a la ciutat de Nova York amb la seva parella, Barbara Carrellas. El 2012 va fer un vídeo per al projecte It Gets Better de Dan Savage. L'agost de 2012 li van diagnosticar càncer de pulmó.
Bornstein va néixer en una família jueva. El 1970 Bornstein es va unir a l'Església de la Cienciologia, de la qual va marxar el 1981.
Bornstein no se sent home ni dona. Va néixer home. El 1986 va ser operada de reasignació de sexe. Ha escrit llibres sobre gènere. El més conegut és Gender Outlaw . El 2013 es va fer un documental sobre Bornstein anomenat Kate Bornstein is a Queer & Pleasant Danger.